# Divisio
Divisio (latin från divido, ”dela”), är en retorisk stilfigur med vilken man presenterar två eller flera alternativ av en fråga, samt besvarar vardera alternativ genom att framlägga ett skäl. Skälen anges ofta kortfattat och detta fungerar som ett sätt att smycka stilen.

## Exempel
”Varför skulle jag nu överhuvudtaget förebrå dig? Om du är rättskaffens, har du inte förtjänat klander; om du är ohederlig, kommer du inte att bry dig om det.”
”Vad skulle jag nu har för anledning att framhålla mina förtjänster? Om ni minns dem, kommer jag att tråka ut er; om ni har glömt dem, har jag följaktligen inte gjort något intryck i handlingen, och vad skulle jag då kunna åstadkomma i ord?”

## Övrigt
Enligt den klassiska retoriken så ska ett tal delas upp i särskilda avsnitt, vilka benämns under vad som kallas dispositio. Talets tredje avsnitt kallas för partitio, men också för divisio. Stilfiguren som ovan beskrivits delar alltså namn med det tredje avsnittet av ett tal, men dessa division skiljer sig något från varandra. När man talar om divisio utifrån dispositionens perspektiv så talar man om en uppräkning eller summering av de punkter som ska komma att tas upp i ett tal. Divisio som en egen stilfigur innebär å andra sidan att en fråga färdigbehandlas omedelbart.